# Wiktorija Ratnikowa
Wiktorija Oleksandriwna Ratnikowa (ukrainisch Вікторія Олександрівна Ратнікова; * 15. Mai 1999) ist eine ukrainische Leichtathletin, die sich auf den Sprint spezialisiert hat.

## Sportliche Laufbahn
Erste internationale Erfahrungen sammelte Wiktorija Ratnikowa im Jahr 2016, als sie bei den erstmals ausgetragenen Jugendeuropameisterschaften in Tiflis im 100-Meter-Lauf mit 12,24 s im Halbfinale ausschied und auch über 200 Meter schied sie mit 25,20 s im Halbfinale aus und belegte mit der ukrainischen Sprintstaffel (1000 Meter) in 2:15,09 min den sechsten Platz. 2019 schied sie bei den U23-Europameisterschaften im schwedischen Gävle mit 12,07 s bzw. mit 24,58 s im 200-Meter-Lauf jeweils in der ersten Runde aus. Anschließend scheiterte sie bei den Militärweltspielen in Wuhan mit 11,79 s über 100 Meter in der ersten Runde und gelangte über 200 Meter bis ins Halbfinale; dort konnte sie ihr Rennen aber nicht beenden. Zudem belegte sie mit der 4-mal-100-Meter-Staffel in 44,64 s den vierten Platz. 2020 wurde sie bei den Balkan-Hallenmeisterschaften in Istanbul mit 7,41 s Vierte im 60-Meter-Lauf. Im Jahr darauf erreichte sie bei den Halleneuropameisterschaften in Toruń das Halbfinale über 60 Meter und schied dort mit 7,31 s aus.
2019 wurde Ratnikowa ukrainische Meisterin im 100-Meter-Lauf und 2020 sowie 2021 wurde sie Hallenmeisterin über 60 Meter.

## Persönliche Bestzeiten
- 100 Meter: 11,61 s (+1,0 m/s), 25. Juli 2019 in Luzk
  - 60 Meter (Halle): 7,21 s, 20. Februar 2020 in Sumy
- 200 Meter: 24,05 s (−0,3 m/s), 23. August 2019 in Luzk
  - 200 Meter (Halle): 25,52 s, 7. Februar 2018 in Sumy